# VM i Laser Radial (kvinder)
VM i Laser Radial for kvinder er blevet afholdt siden 1980 og arrangeres af International Sailing Federation.

## Udgaver
| År                | Guld                       | Sølv                      | Bronze                        |
| ----------------- | -------------------------- | ------------------------- | ----------------------------- |
| 1980 Kinston      | Marit Söderström (SWE)     | Lynne Jewell (USA)        | Cheryl Smith (NZL)            |
| 1982 Sardinia     | Marion Steenhuis (NED)     | Vittoria Masotto (ITA)    | Francesca Pavesi (ITA)        |
| 1983 Kingsport    | Betsy Gelenitis (USA)      | Lynne Jewell (USA)        | Carolle Spooner (CAN)         |
| 1985 Halmstad     | Marit Söderström (SWE)     | Lynne Jewell (USA)        | Francesca Pavesi (ITA)        |
| 1988 Fallmouth    | Jacqueline Ellis (AUS)     | Ardis Bollweg (NED)       | Ann Keates (GBR)              |
| 1989 Aarhus       | Ardis Bollweg (NED)        | Giselle Camet (USA)       | Ulrika Antonsson (SWE)        |
| 1990 Newport      | Ardis Bollweg (NED)        | Ulrika Antonsson (SWE)    | Jacqueline Ellis (AUS)        |
| 1991 Porto Carras | Maria Vlachou (GRE)        | Carolijn Brouwer (NED)    | Ourania Flabouri (GRE)        |
| 1993 Takapuna     | Carolijn Brouwer (NED)     | Giselle Camet (USA)       | Alexandra Verbeek (NED)       |
| 1994 Wakayama     | Melanie Dennison (AUS)     | Jacqueline Ellis (AUS)    | Tracey Tan (SIN)              |
| 1995 Tenerife     | Heidi Gordon (AUS)         | Larissa Nevierov (ITA)    | Roberta Hartley (GBR)         |
| 1996 Simon's Town | Jacqueline Ellis (AUS)     | Larissa Nevierov (ITA)    | Kathryn McQueen (AUS)         |
| 1997 Mohemedia    | Sarah Blanck (AUS)         | Helen Waite (GBR)         | Anja Sahlberg (SWE)           |
| 1998 Medemblik    | Larissa Nevierov (ITA)     | Carolijn Brouwer (NED)    | Jeanette Dagson (SWE)         |
| 1999 La Rochelle  | Kelly Hand (CAN)           | Jeanette Dagson (SWE)     | Helene Viazzo (FRA)           |
| 2000 Cesme        | Katarzyna Szotyńska (POL)  | Nicola Muller (GBR)       | Jayne Singleton (GBR)         |
| 2001 Vilanova     | Katarzyna Szotyńska (POL)  | Larissa Nevierov (ITA)    | Sara Lane Wright (BER)        |
| 2002 Buffalo      | Katarzyna Szotyńska (POL)  | Miranda Powrie (NZL)      | Ciara Peelo (IRL)             |
| 2003 Lake Garda   | Katarzyna Szotyńska (POL)  | Krystal Weir (AUS)        | Jeanette Dagson (SWE)         |
| 2004 Manly        | Krystal Weir (AUS)         | Christine Bridge (AUS)    | Cecilia Carranza Saroli (ARG) |
| 2005 Fortaleza    | Paige Railey (USA)         | Sophie de Turckheim (FRA) | Anna Tunnicliffe (USA)        |
| 2006 Los Angeles  | Xu Lijia (CHN)             | Petra Niemann (GER)       | Tania Calles (MEX)            |
| 2007 Cascais      | Tatiana Drozdovskaya (BLR) | Sari Multala (FIN)        | Petra Niemann (GER)           |
| 2008 Auckland     | Sarah Steyaert (FRA)       | Xu Lijia (CHN)            | Andrea Brewster (GBR)         |
| 2009 Karatsu      | Sari Multala (FIN)         | Sophie de Turckheim (FRA) | Anna Tunnicliffe (USA)        |
| 2010 Largs        | Sari Multala (FIN)         | Marit Bouwmeester (NED)   | Paige Railey (USA)            |
| 2011 Perth        | Marit Bouwmeester (NED)    | Evi Van Acker (BEL)       | Paige Railey (USA)            |
| 2012 Boltenhagen  | Gintarė Scheidt (LTU)      | Xu Lijia (CHN)            | Sari Multala (FIN)            |
| 2013 Rizhao       | Tina Mihelić (CRO)         | Tuula Tenkanen (FIN)      | Paige Railey (USA)            |
| 2014 Santander    | Marit Bouwmeester (NED)    | Josefin Olsson (SWE)      | Evi Van Acker (BEL)           |
| 2015 Al Mussanah  | Anne-Marie Rindom (DEN)    | Marit Bouwmeester (NED)   | Evi Van Acker (BEL)           |
| 2016 Nayarit      | Alison Young (GBR)         | Paige Railey (USA)        | Anne-Marie Rindom (DEN)       |